# إيفز غودارد
إيفز غودارد (بالإنجليزية: Ives Goddard)‏ هو عالم إنسان أمريكي، ولد في 1941.